# Дональдсон, Джесси
Джесси Монро Дональдсон (англ. Jesse Monroe Donaldson; 17 августа 1885, Шелбивилл, Иллинойс — 25 марта 1970, Канзас-Сити, Миссури) — американский правительственный чиновник, генеральный почтмейстер США в кабинете Гарри Трумэна, первый американский генеральный почтмейстер, начавший свою карьеру простым почтальоном.

## Биография
Дональдсон родился в Шелбивилле (штат Иллинойс). Он был сыном купца и местного почтмейстера Мозеса Мартина Дональдсона (Moses Martin Donaldson) и его супруги Аманды Салеты Литтл (Amanda Saletha Little). Дональдсон был методистом и масоном.
Джесси Дональдсон умер в Канзас-Сити (штат Миссури) 25 марта 1970 года и был похоронен на кладбище Форест-Хилл (Forest Hill) города Канзас-Сити.

## Почтовая карьера
Дональдсон начал свою карьеру в сфере почтовой службы в 1908 году, в качестве одного из трёх почтальонов Шелбивилля в штате Иллинойс и затем поднялся по служебной лестнице в Почтовом департаменте.
16 декабря 1947 года он был назначен президентом США Гарри Трумэном на пост генерального почтмейстера после отставки Роберта Ханнегана и занимал эту должность до окончания полномочий администрации президента Трумэна 20 января 1953 года.
В течение этого срока он модернизировал почтовую службу, а также был причастен к выпуску почтовых марок США того времени, как например, марки номиналом в 3 цента в память о братьях Салливан и их матери, удостоенной чести стать «Матерью Золотой звезды»[≡].

Примеры американских марок, выходивших в период службы Дж. Дональдсона генеральным почтмейстером США
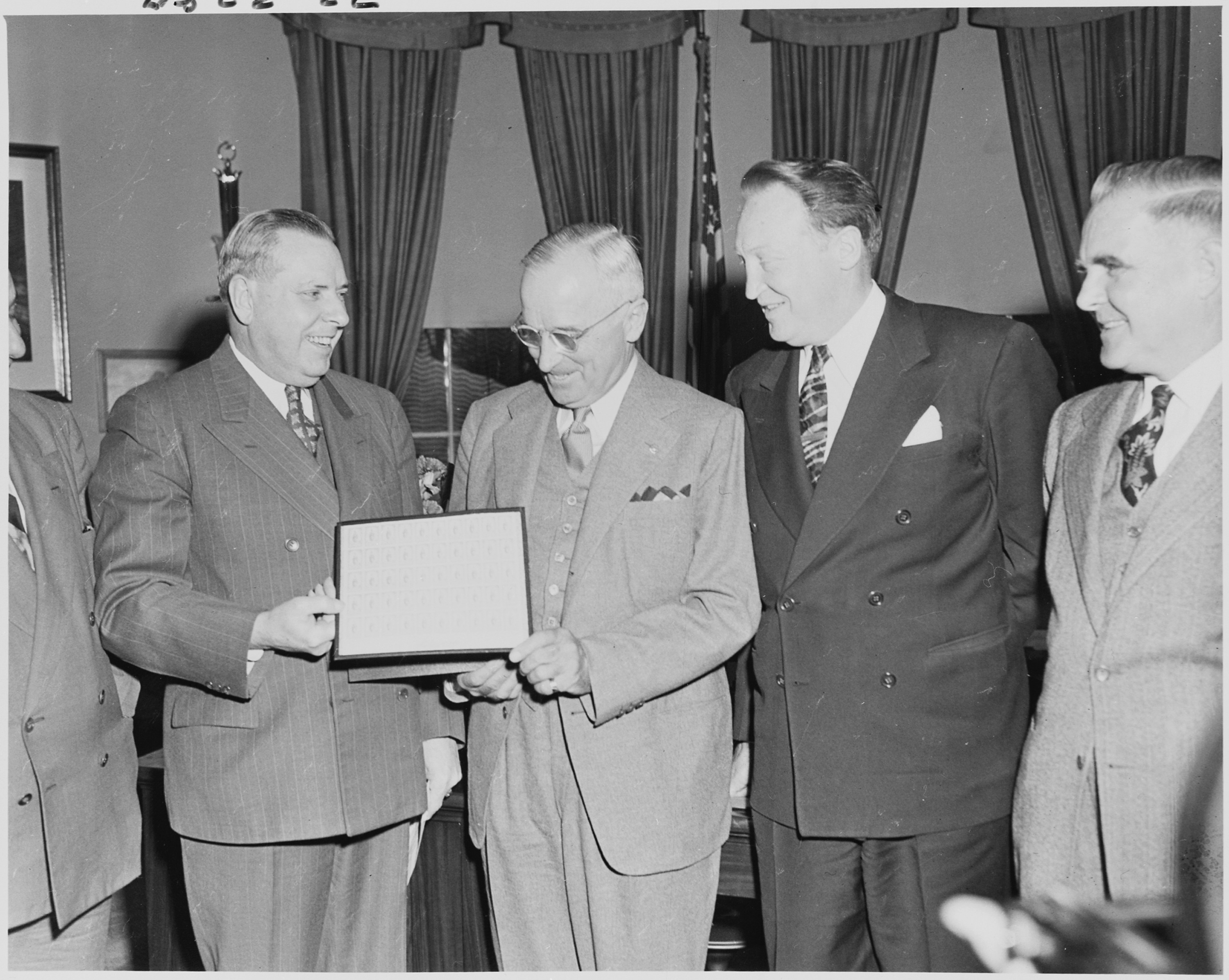
Дональдсон (слева) в Овальном кабинете вручает президенту Трумэну марки нового выпуска «Статуя Свободы» (апрель 1950)[≡]
3-центовая коммеморативная марка (Sc #989), изображающая Статую Свободы на Капитолийском куполе в Вашингтоне и выпущенная 20 апреля 1950 года в честь 150-летия города[^]. Президент Трумэн назвал празднование «Ярмаркой свободы»
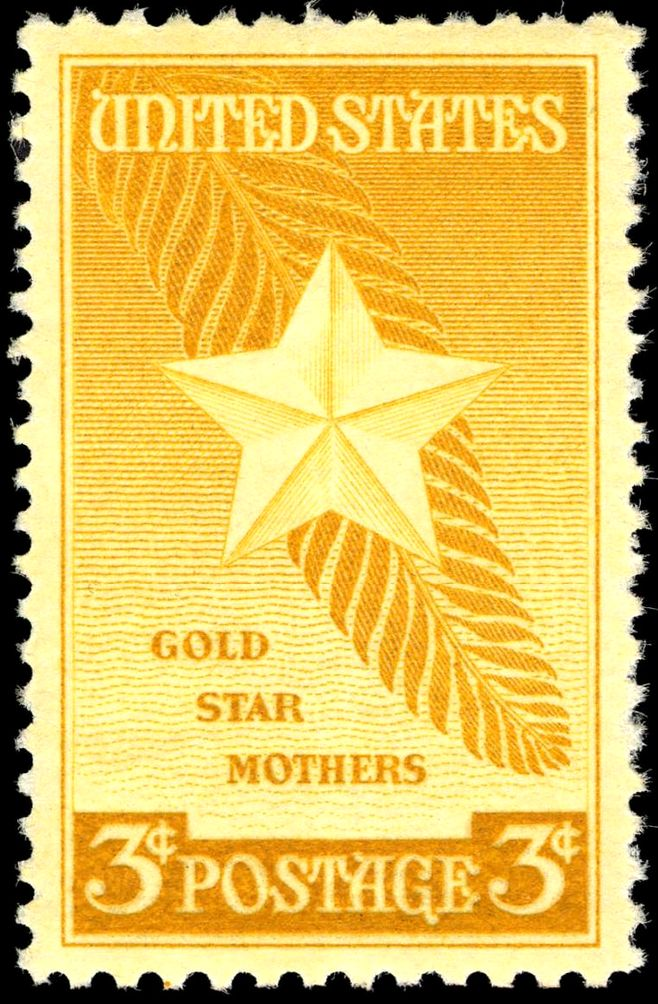
Марка, чествующая «Матерей Золотой звезды[англ.]», выпуска 1948 года и номиналом в 3 цента (Sc #969)[^]

## Семья
14 августа 1911 года Дональдсон женился на Нелл Ферн Грейбилл (Nell Fern Graybill), у пары родилось трое детей.